# Michael Rosecker

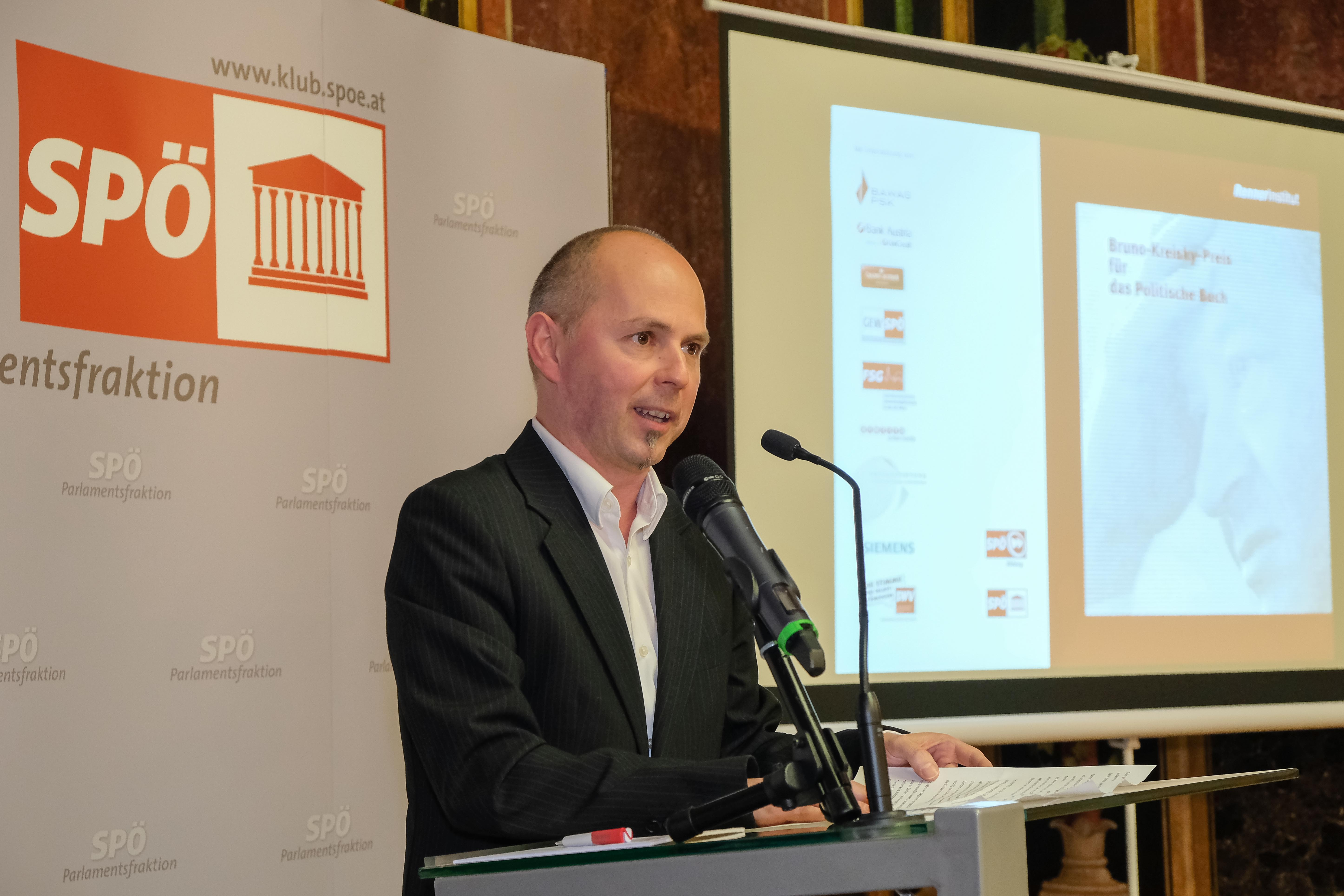
Michael Rosecker bei der Verleihung des Bruno-Kreisky-Preises

Michael Rosecker (geboren am 4. März 1970 in Wiener Neustadt) ist ein österreichischer Historiker, Philosoph und Politiker der SPÖ.

## Werdegang
Rosecker arbeitet als stellvertretender Direktor und Bereichsleiter für Politisches Management und Grundlagenarbeit am Dr.-Karl-Renner-Institut. Er studierte Geschichte und Philosophie an der Universität Wien und war im Industrieviertel-Museum Wiener Neustadt tätig. Im Jahr 2001 war er federführend für die Gründung des Vereins Alltag Verlag mitverantwortlich, den er seither als Obmann und Geschäftsführer leitet. Er ist Herausgeber mehrerer Bücher. Des Weiteren wurde von ihm eine Reihe wissenschaftlicher Aufsätze publiziert. 2002 erhielt er den Anerkennungspreis des Landes Niederösterreich für Erwachsenenbildung für sein Buch „Zwischen Provinz und Internationale“. Er ist in seiner Heimatstadt als Gemeinderat politisch aktiv und hat im Jahr 2009 – gemeinsam mit der Herausgeberin Brigitte Haberstroh und dem Verleger Maximilian Huber – das Projekt Stolpersteine für Wiener Neustadt gegründet, welches der Gedenkarbeit für die Opfer des Nationalsozialismus gewidmet ist. Außerdem ist Rosecker wissenschaftlicher Leiter des in der Renner-Villa Gloggnitz untergebrachten Dr. Karl Renner Museums für Zeitgeschichte.

## Publikationen
- Das Jahr 1945. Österreich zwischen Aufbruch und Verdrängung. (Ausstellungsbroschüre) Gloggnitz 2025
- Parteien als demokratische Infrastruktur. Aufgaben und Zukunft einer Institution (gemeinsam mit Maria Maltschnig). In: Andreas Khol, Stefan Karner, Wolfgang Sobotka, Bettina Rausch und Günther Ofner (Hrsg.): Jahrbuch für Politik, Wien 2025, S. 219–231
- Das Ende der Demokratie. Der Untergang der demokratischen Republik, 1930 bis 1934. (Ausstellungsbroschüre) Gloggnitz 2023
- Antisemitische und rechte Netzwerke in der Zwischenkriegszeit. Zur Bedeutung informeller Machtstrukturen für die politische Radikalisierung in Österreich (gemeinsam mit Linda Erker, Hrsg.) Wien 2023
- Ständischer Verfall und industrielle Mobilisierung. Die Arbeiter*innenschaft in Wiener Neustadt und dem Viertel unter dem Wienerwald. In: Oliver Kühschelm, Elisabeth Loinig, Stefan Eminger, Willibald Rosner (Hrsg.): Niederösterreich im 19. Jahrhundert, Bd. 1, Sankt Pölten 2021, S. 183–212
- Der österreichische Antisemitismus. Grundton der Ersten Republik. (Ausstellungsbroschüre) Gloggnitz 2021
- Karl Renner. Ein republikanisches Fundament. Wien 2020
- Stadtführer des Erinnerns – Stolpersteine Wiener Neustadt (gemeinsam mit Anton Blaha und Maximilian Huber, Hrsg., erweiterte Neuauflage) Wiener Neustadt 2019
- Großräume und Kleinstaat – Karl Renner zwischen vereinigtem (Mittel-)Europa und Großdeutschland am Ende des I. Weltkrieges. In: Stefan Karner (Hrsg.): Die umkämpfte Republik: Österreich von 1918–1938, Innsbruck/Wien/Bozen 2017
- Von seligen Inseln und komplizierten Fragen. Die österreichische Parteiendemokratie und die Herausforderungen der Gegenwart. In: Nino Tomaschek, Judith Fritz (Hrsg.): Gesellschaft im Wandel. University – Society – Industry, Münster 2016
- Alles ist sehr kompliziert – Die veränderten österreichischen Realitäten zwischen 1965 und 1985. In: Bernhard Müller, Claudia Altmann-Pospischek, Rainer Spenger (Hrsg.): Hans Barwitzius – ein Leben für Wiener Neustadt, Wien 2014
- Neue Wege der kommunalen BürgerInnenbeteiligung – Politik von unten in einer herausfordernden Zeit. In: Patrick Horvath, Herbert Skarke, Rupert Weinzierl (Hrsg.): Die Vision Zentraleuropa im 21. Jahrhundert. Festschrift zum 90. Geburtstag von Heinz Kienzl, Wien 2012, S. 85–88
- Armut und Reichtum. Ungleiche Lebenslagen, -chancen, -stile und -welten in Österreich (gemeinsam mit Sabine Schmitner, Hrsg.), Wiener Neustadt 2011
- Stadtführer des Erinnerns – Stolpersteine Wiener Neustadt (gemeinsam mit Brigitte Haberstroh und Maximilian Huber, Hrsg.) Wiener Neustadt 2011
- Neue Wege der kommunalen BürgerInnenbeteiligung – partizipative Politik von unten. In: Zukunft. Die Diskussionszeitschrift für Politik, Gesellschaft und Kultur (12/2011) S. 38–40
- Nahräume der Demokratie – Brennpunkt Kommunalpolitik" In: Barbara Prammer, Barbara Rosenberg, Karl A. Duffek (Hrsg.): Die Qualität der Demokratie. Kriterien, Befunde, Herausforderungen, Edition Renner-Institut, Band 1, Wien 2011, S. 163–185
- Die Stadt: Nahraum der Demokratie – Ort der Prägung, Ort der Gestaltung, Ort des Gemeinsamen im Vielfältigen. In: Bernhard Müller, Michael Rosecker, Michael Wilczek (Hrsg.): Miteinander in die Zukunft – Das Zukunftsforum der Stadt Wiener Neustadt. Themenheft 1, Wiener Neustadt 2009, S. 9–15
- Verteilung, Gleichwertigkeit und Gerechtigkeit. In: Traude Kogoj (Hrsg.): Frau mit Eigenschaften. Philosophische Überlegungen zu den Lebensthemen von Rotraud A. Perner, Innsbruck/Wien/Bozen 2009, S. 87–89
- Funktion und Auftrag politischer Bildung. In: Annette Zimmer, Regina Jankowitsch (Hrsg.): Political Leadership. Annäherungen aus Wissenschaft und Praxis, Berlin/München/Brüssel 2008, S. 325–348
- Anerkennung, Verteilung und Beteiligung. Demokratie und Lebenswelt in einer komplexen Gesellschaft. In: Thomas Schmidinger (Hrsg.): Vom selben Schlag ... Migration und Integration im niederösterreichischen Industrieviertel, Wiener Neustadt 2008, S. 67–75
- Soziale Gerechtigkeit als guter Grund, Demokrat zu sein. In: Christian Sebastian Moser, Peter Danich, Dietmar Halper (Hrsg.): Schlüsselbegriffe der Demokratie, Wien 2008, S. 229–250
- Soziale Gerechtigkeit als Grund der Demokratie? In: Zukunft. Die Diskussionszeitschrift für Politik, Gesellschaft und Kultur 12/2007, S. 38–43
- Gleichheit. Fragen der Identität, Ähnlichkeit, Vielfalt und Differenz. Michael Rosecker, Bernhard Müller (Hrsg.), Wiener Neustadt 2007
- Gerechtigkeit. Zwischen allen alles und jedem das Seine. Michael Rosecker, Bernhard Müller (Hrsg.), Wiener Neustadt 2006
- Freiheit. Tatsache, Möglichkeit, Bestimmung oder Hirngespinst? Michael Rosecker, Bernhard Müller (Hrsg.), Wiener Neustadt 2005
- Solidarität. Gesellschaft, Gemeinschaft und Individuum in Vergangenheit, Gegenwart und Zukunft. Michael Rosecker, Bernhard Müller (Hrsg.), Wiener Neustadt 2004
- Zwischen Provinz und Internationale – Die frühe Arbeitervereinswelt am Beispiel Wiener Neustadt, vom Vormärz bis 1879, vom Lebbar-Machen des Großen im Kleinen. Verein Alltag Verlag, Wiener Neustadt 2002, ISBN 3-902282-00-2.

## Auszeichnungen
- 2002: Anerkennungspreis des Landes Niederösterreich für Erwachsenenbildung